# Mary McGee
Mary McGee   (Juneau, 12 de desembre de 1936 - Gardnerville, 27 de novembre de 2024) va ser una pionera estatunidenca dels esports de motor. Va ser la primera dona a competir en curses de motociclisme de velocitat i motocròs als Estats Units. Havent debutat com a pilot d'automobilisme en curses de cotxes esportius, entre el 1960 i el 1976 va competir en motociclisme, concretament en velocitat i motocròs. Més tard, l'any 2000, va tornar a competir puntualment en curses de motocròs "vintage". El 2012, McGee va ser nomenada FIM Legend per la seva carrera pionera en el motociclisme femení. El 2018 va ser incorporada al Motorcycle Hall of Fame de l'AMA.

## Biografia
Nascuda a Juneau, Mary McGee se'n va anar a Iowa a viure amb els seus avis durant la Segona Guerra Mundial, ja que es considerava que Alaska estava en risc d'una eventual invasió japonesa. El 1944 la família es va establir a Phoenix, Arizona. Allà va conèixer Don McGee, un mecànic que havia treballat a la costa est, amb qui es va casar el 1956. Poc després del casament, Don la va introduir en el pilotatge de cotxes esportius, els quals la van encaminar més tard a les motocicletes de competició. No gaire alta (feia 1,56 m d'alçada), Mary sempre es va descriure a si mateixa com a «ràpida amb els peus, ràpida amb el cervell, conscient i desconfiada» (fast on my feet, fast with my brain, self-conscious and lacking confidence), però «sense problemes amb la confiança a la pista» (no trouble with confidence on the race track).

### Curses d'automobilisme
El mes de desembre de 1957, McGee va debutar en curses de cotxes esportius al Sports Car Club of America conduint un Mercedes 300SL de George Rice (de Phoenix, Arizona). Va guanyar clarament les seves curses, cosa que va atraure l'atenció dels mitjans. Un article aparegut el gener de 1962 a la revista Motor Trend començava amb la frase «La revolta de les mestresses de casa!» (Housewives revolt!) i acabava amb «així doncs, senyores, si esteu avorrides del trànsit de l'autopista, no desistiu. Compreu-vos una motocicleta i uniu-vos a Mary McGee» (so ladies if you are bored with freeway traffic, don’t give up. Buy a motorcycle and join Mary McGee). McGee va continuar competint en aquesta mena de curses fins a l'estiu de 1964.
Mary McGee va conduir una gran varietat de cotxes, entre ells:
- AC Bristol
- Ferrari Berlinetta
- Elva Mark IV
- Corvette
- Jaguar
- Lotus 18
- Porsche Spyder
- Ferrari Testarossa

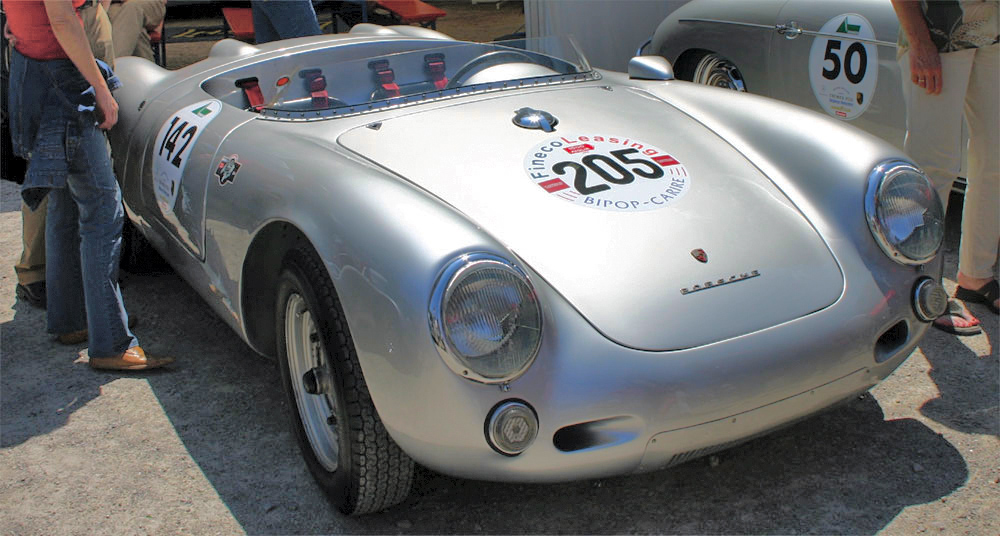
McGee va conduir una gran varietat de cotxes, entre ells el Porsche Spyder 550

Entre altres circuits, McGee va córrer a:
| - Riverside International Raceway, CA - Hour Glass Field, CA - Phoenix, AZ - Tucson, AZ - Santa Barbara, CA - Palm Springs, CA - Del Mar, CA | - Pomona, CA - El Paso, TX - Oakland, CA - Dodger Stadium, Los Angeles, CA - Cotati, CA - Miramar, CA - Midland, TX | - Coolidge, AZ - Chandler, AZ - Stockton, CA - Vacaville, CA - Salt Lake City, UT - Reno, NV - Hillclimb, Jerome, AZ |

Durant l'època en què corria amb el California Sports Car Club (Cal Club) i el Sports Car Club of America (SCCA), va obtenir aquests èxits:
- 1958: tercera a la classe de 1600cc (Cal Club)
- 1959: tercera a la classe de 1600cc (Cal Club)
- 1960: segona a la classe 'E Modified' (Cal Club)
- 1961: primera a la classe '1500cc Modified' (SCCA)
- 1962: segona a la classe '1500cc Modified' (SCCA)
- 1963: segona al Campionat Pacific Coast
- 1964: segona al Campionat Pacific Coast

### Curses de motociclisme

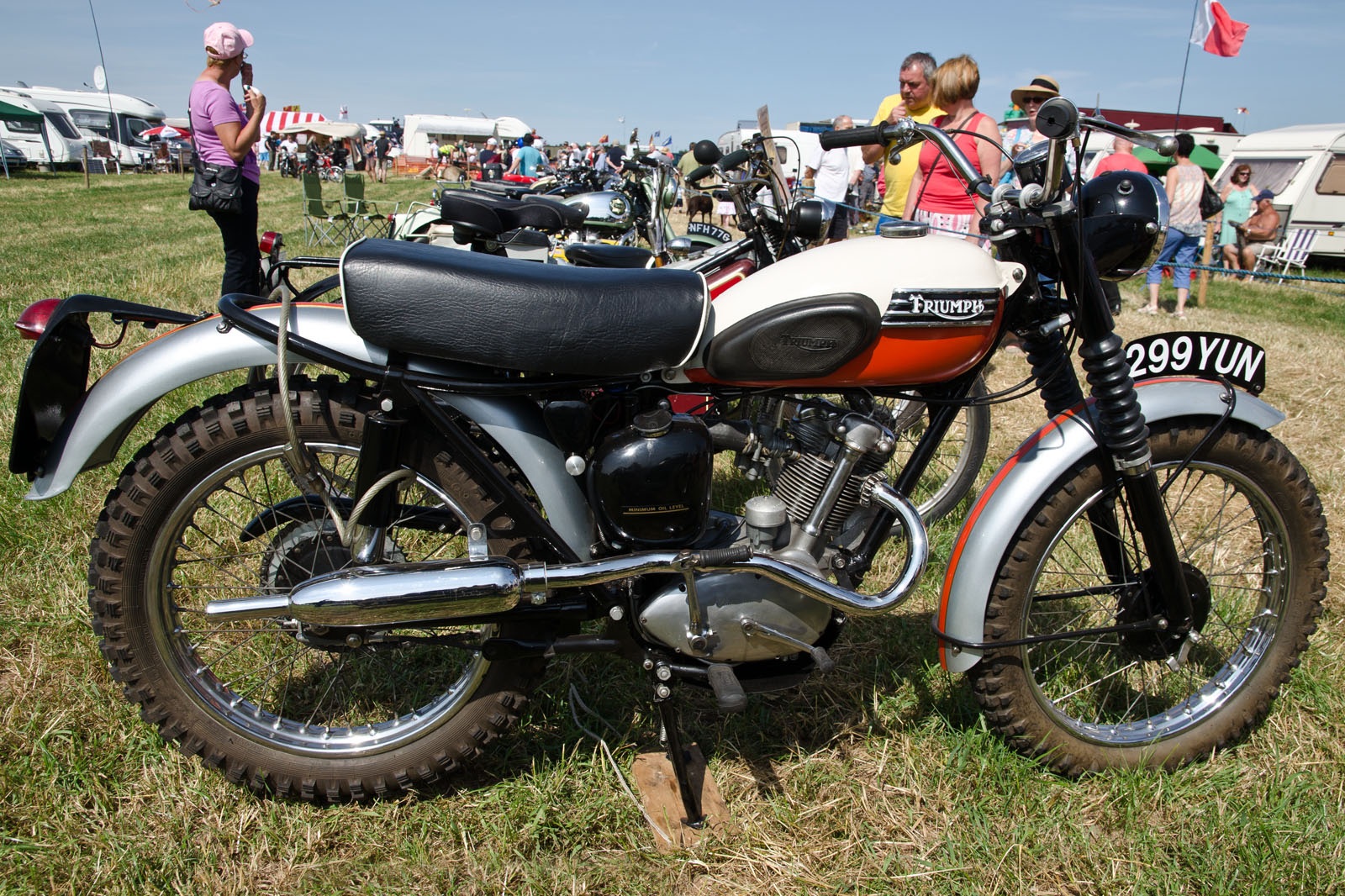
McGee va aprendre a anar en moto amb una Triumph Tiger Cub el 1957 (la de la foto és la versió de 1960)

McGee es va comprar la seva primera motocicleta el 1957, quan un seu amic necessitava vendre's una Triumph Tiger Cub de 200 cc de 1956. En aquells moments no en sabia res de motos, però estava disposada a aprendre'n i es va acabar enamorant d'aquest esport. Com que la Tiger Cub no funcionava gaire bé, se la va canviar per un Honda C110 amb la qual acostumava a desplaçar-se a la seva feina (treballava com a responsable de components a Flint British Motors). El 1960, mentre corria amb un Porsche Spyder a Santa Bàrbara (Califòrnia), l'amo del cotxe, el cèlebre pilot d'automobilisme txec Vasek Polak, va suggerir al marit de McGee que Mary hauria de conduir una motocicleta per a millorar les seves habilitats en les curses de cotxes. Quan aquest li ho va dir, McGee va respondre: «D'acord. Per què no?»
Una motorista femenina era una novetat als Estats Units. McGee ja era coneguda per ser una experta automobilista, però l'American Federation of Motorcyclists (AFM) volia assegurar-se que també podia competir sobre dues rodes, així que li van dir que primer hauria de superar una prova. Va aprovar l'examen i va esdevenir la primera dona a competir en curses de velocitat amb una llicència de la FIM als Estats Units amb una Honda CB92 125 i el seu famós casc de pics rosa. Va córrer amb motos des de 1960 fins a 1963, a l'època en què Wes Cooley Sr. era el president de l'AFM. El 1962, Mary havia guanyat prou punts a totes les categories per a poder dur la placa amb el número 20 de l'AFM a la seva moto l'any següent, 1963. McGee va abandonar les curses de motocicletes a la tardor d'aquell mateix 1963, just quan començava a haver-hi canvis a la normativa per a les dones, tot i que en aquell moment ella era l'única dona que hi competia; finalment, però, aquestes noves normes no van acabar entrant en vigor.
Entre d'altres, McGee va córrer en moto a aquests circuits:
- Riverside International Raceway, CA
- San Luis Obispo, CA
- Stockton, CA (antic port i magatzems abandonats)
- Las Vegas, NV (circuit urbà, a la zona on actualment hi ha el Centre de Convencions)
- Hanford, CA (l'única pista ovalada)
- Willows Spring, CA (inclòs el Gran Premi organitzat per l'US MC/FIM el 1961, en què va córrer amb Mike Hailwood i Paddy Driver)
- Laguna Seca Raceway, CA (1962, la primera vegada que s'hi admetien motocicletes)
- Santa Barbara, CA
- Santa Rosa, CA
- Vacaville, CA
- Reno, NV (al moment d'acreditar-s'hi, li van dir que no se li permetia de pilotar cap moto ni automòbil perquè cap dona no ho havia fet allà abans)

### Motociclisme fora d'asfalt
El 1963, en una festa de cap d'any a la qual van assistir-hi estrelles de Hollywood que competien amb cotxes i motocicletes, l'actor Steve McQueen, amic seu, li va dir: «McGee, has de baixar d'aquesta moto de carretera ensopida i sortir al desert» (McGee, you’ve got to get off that pansy road-racing bike and come out to the desert).
El mentor de McGee va ser el pilot d'automobilisme i stunt Bobby Harris. El seu ritual d'iniciació va arribar uns mesos més tard, el 1963, quan Harris i altres pilots famosos la van convèncer de participar en una cursa de desert, una mena d'enduro organitzat pel districte 37 de l'AMA a Jawbone Canyon, Califòrnia. McGee va competir formant equip amb Bob Drake, Bobby Harris i Al Tinker. Els homes van pilotar sengles Triumph de 650 cc mentre que Mary va pilotar una Honda Scrambler CL72 de 250 cc del 1962. Els seus companys havien promès a McGee que la cursa seria fàcil, però ella recorda que no ho va ser de cap manera i que estava esgotada i congelada per la nevada que va caure.
El 1966 McGee es va comprar una ČZ de 250 cc i la va pilotar fins al 1967, quan va començar a competir amb motocicletes Husqvarna. El 1967 Mary va debutar en curses de desert a la Baixa Califòrnia. La cursa més destacada de la seva carrera esportiva a la Baja va ser l'any 1975, quan va pilotar una Husqvarna 250 en solitari a la Baja 500 i va superar-hi 17 equips de dos homes. McGee diu que el més difícil que va fer mai va ser la Baja. «Era molt àrid, sense electricitat, sense metges, sense telèfon. Portava Percodan en previsió de lesions perquè calia conduir ferit fins a arribar a un lloc on algú tingués cotxe per acostar-te a Ensenada o La Paz, a un hospital, o de tornada als Estats Units. Per sort, no vaig haver de fer servir mai el Percodan, però vaig caure de la motocicleta diverses vegades» (It was very barren, no electricity, no doctors, no phone. I carried Percodan in case of injury because you’d have to ride injured to get to someplace where someone has a car to get to Ensenada or La Paz to a clinic or back to the States. Luckily, I never had to use the Percodan, but I did come off the bike several times).
McGee es va retirar de les curses de motocròs i de llarga distància pels volts de 1976 durant diversos anys. L'any 2000, després de traslladar-se al nord de Nevada i trobar-s'hi antics companys de la seva època de competicions motociclistes, es va comprar una Husqvarna de 250 cc de 1974 i va començar a córrer a la classe femenina en curses de motocròs "vintage". McGee va començar a la classe de majors de 60 anys i més tard va passar a la de majors de 70.
El 1956, Mary es va casar amb Don McGee, divorciat. El 1964, el germà de Mary McGee es va morir en una cursa de cotxes a Vacaville, Califòrnia. Aquell mateix any, McGee també es va veure involucrada en un greu accident de cotxe a Nova York. El 1965 Mary McGee va tenir el seu fill Chris McGee. Actualment viu a prop de Carson City, Nevada, i a més del fill té una néta.

## Fites

### Resum
- Campiona de Sports Car Club of America de la costa del Pacífic en cotxes esportius i de fórmula
- Primera dona a competir en una cursa de motocicletes regulada per l'MC/FIM als EUA (1960)
- Primera dona a acabar la Baja 1000 (1968)
- Primera dona a competir en motociclisme de velocitat als EUA
- Primera dona a competir en motocròs als EUA
- Primera dona a competir amb europeus en curses internacionals de motocròs als EUA
- Única dona a disputar la Baja 500 en solitari (1975)

### Reconeixements
L'agost de 2012, l'AMA International Women & Motorcycling Conference va demanar a McGee que fos la ponent convidada. El 2 de desembre de 2012, McGee va ser nomenada FIM Legend a la Gala anual de la FIM, celebrada a Montecarlo. Va ser el primer viatge que va fer McGee a Europa. El 5 d'abril de 2014, McGee va ser incorporada al Trailblazers Hall of Fame. Trailblazers ("Pioners") va ser fundat l'any 1936 per aficionats al motociclisme de Califòrnia i ha celebrat gales cada any des de 1940. L'any 2015 McGee va rebre el premi Extreme Sports Award.
A la gala "FINALS IN THE DESERT", organitzada per l'American Vintage Dirt Racers Association (AVDRA) al MC Motorsports Park de Tucson el 13 de novembre de 2016 en honor de McGee, l'AVDRA premià els pilots més destacats en qualsevol classe amb la "McGee Cup", un premi que reconeix els nombrosos èxits de Mary al llarg dels anys. El 2018, Mary McGee va ser incorporada al Motorcycle Hall of Fame de l'AMA.